# 愛沙尼亞飲食

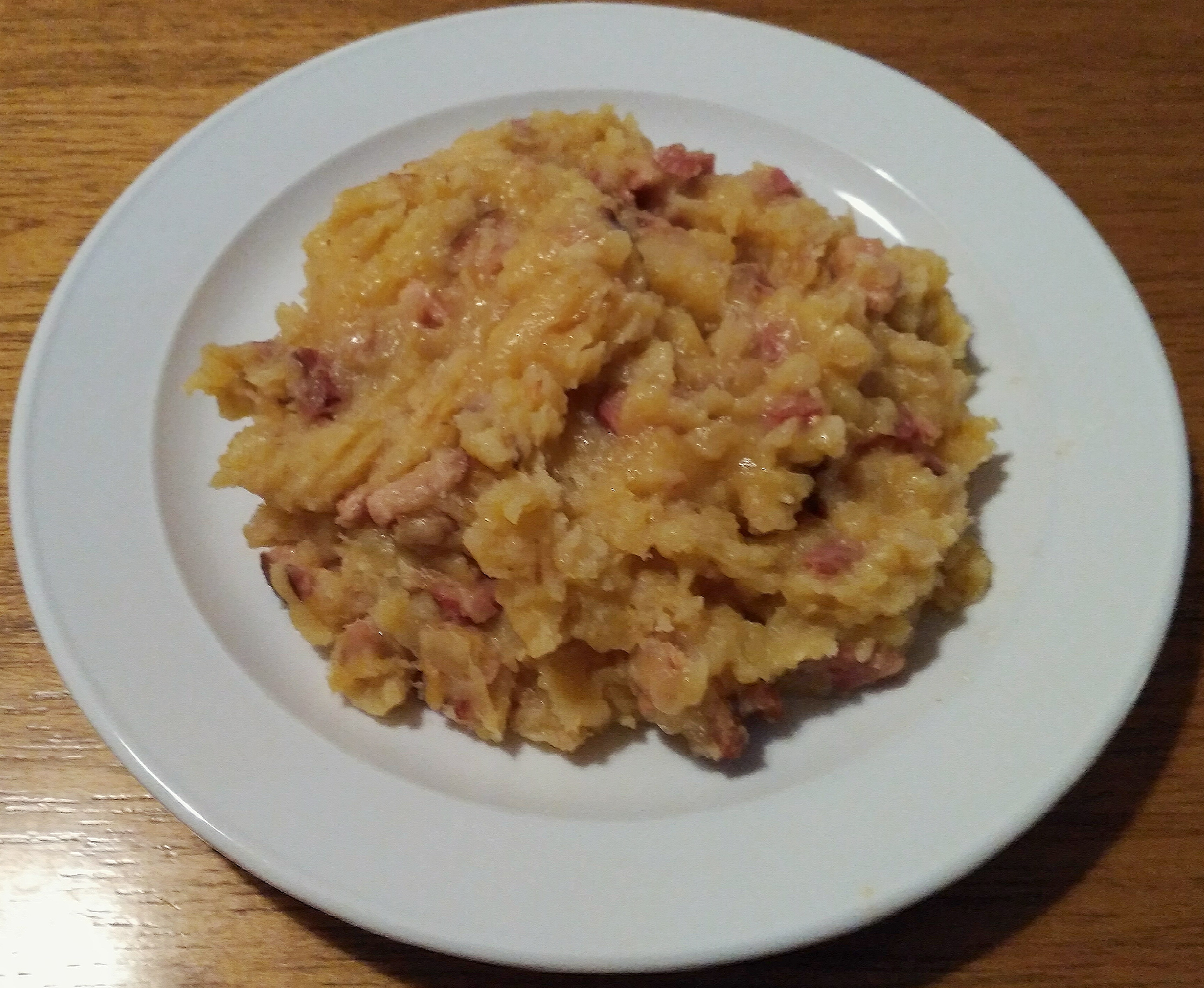
爱沙尼亚地区的一种食物

愛沙尼亞的飲食文化和其他波羅的海三國類似，受到德國的強烈影響。但愛沙尼亞飲食也同樣受到強烈的瑞典飲食和芬蘭飲食的影響。和芬蘭飲食不同的是，愛沙尼亞飲食較多使用啤酒，飲酒量也比芬蘭更多。此外，愛沙尼亞還比其他波羅的海三國更多食用魚類食物。愛沙尼亞飲食經常使用牛奶和馬鈴薯作為食材。一般來說，愛沙尼亞人的主食多是麵包，肉類則以豬肉和羊肉為主。